# 1916 a jogalkotásban
1916-ban az alábbi jogszabályokat alkották meg:

## Magyarország

### Törvények
- 1916. évi I. törvénycikk A métermérték ügyében 1875. évi május hó 20-án Párisban kötött nemzetközi egyezmény becikkelyezéséről szóló 1876. évi II. törvénycikk módosítása tárgyában
- 1916. évi II. törvénycikk A külkereskedelmi és külforgalmi viszonyok ideiglenes rendezéséről szóló 1914. évi II. törvénycikk hatályának meghosszabbításáról és kiegészítéséről rendelkező 1914. évi XLVIII. törvénycikk hatályának meghosszabbításáról
- 1916. évi III. törvénycikk A hazai ipar fejlesztéséről szóló 1907. évi III. törvénycikk I. fejezete hatályának meghosszabbításáról
- 1916. évi IV. törvénycikk A háború esetére szóló kivételes intézkedésekről alkotott törvények újabb kiegészítéséről
- 1916. évi V. törvénycikk A csődön kívüli kényszeregyességről és a csődtörvény egyes rendelkezéseinek módosításáról
- 1916. évi VI. törvénycikk Az 1912. évi LXVIII. törvénycikk 4. §-ában meghatározott személyes hadiszolgáltatási kötelezettség korhatárának a jelen háború tartamára való kiterjesztéséről
- 1916. évi VII. törvénycikk A honvéd nevelő- és képzőintézetekről szóló 1897. évi XXIII. törvénycikkben foglalt némely rendelkezéstől történendő eltérések megállapítása tárgyában
- 1916. évi VIII. törvénycikk A hadmíveletek folytán elpusztult vagy megrongált községekben fekvő ingatlanokkal kapcsolatos jogviszonyokra vonatkozó kivételes intézkedésekről
- 1916. évi IX. törvénycikk Az árdrágító visszaélésekről
- 1916. évi X. törvénycikk Az Alföldi első gazdasági vasútnak közúti vasúttá való átminősítéséről
- 1916. évi XI. törvénycikk A zabok-stubicai helyi érdekű vasút engedélyezése tárgyában
- 1916. évi XII. törvénycikk A szász egyetem közgyűlési tagjai megbizatásának meghosszabbításáról
- 1916. évi XIII. törvénycikk Az 1912. évi közösügyi zárszámadásra alapított végleges leszámolás szerint Magyarország terhére mutatkozó tartozás fedezéséről
- 1916. évi XIV. törvénycikk A Pénzintézeti Központról
- 1916. évi XV. törvénycikk A Magyarország és Horvát-Szlavon- s Dalmátországok közti közjogi kérdések kiegyenlítése iránt létrejött egyezmény becikkelyezéséről szóló 1868:XXX. tc. 62. §-ának kiegészítéséről
- 1916. évi XVI. törvénycikk Az ipari, bányászati és kereskedelmi munkaközvetítés hatósági ellátásáról
- 1916. évi XVII. törvénycikk Az iszlám-vallás elismeréséről.
- 1916. évi XVIII. törvénycikk A mozgósítás folytán tényleges katonai szolgálatra bevonult tanítóknak és nevelőknek, valamint azok özvegyeinek és árváinak kivételes ellátása tárgyában
- 1916. évi XIX. törvénycikk Csanád vármegyének 5%-ot meghaladó vármegyei pótadó kivetésére adandó felhatalmazásról
- 1916. évi XX. törvénycikk Sopron vármegyének 5%-ot meghaladó vármegyei pótadó kivetésére adandó felhatalmazásról
- 1916. évi XXI. törvénycikk A Magyarország és Horvát-Szlavon-Dalmátországok között létrejött pénzügyi egyezmény becikkelyezéséről szóló 1906. évi X. tc. hatályának újabbi meghosszabbításáról
- 1916. évi XXII. törvénycikk Az 1916/17. költségvetési év első hat hónapjában viselendő közterhekről és fedezendő állami kiadásokról
- 1916. évi XXIII. törvénycikk A hadiszolgáltatásokról szóló 1912:LXVIII. törvénycikk 33. §-a alapján bejelentett igényeknek egyezség útján való kielégítéséről
- 1916. évi XXIV. törvénycikk A szeszadóra vonatkozó törvények némely rendelkezéseinek módosításáról és kiegészítéséről
- 1916. évi XXV. törvénycikk A közszolgálati alkalmazottak újabb háborús segélyéről
- 1916. évi XXVI. törvénycikk A jövedelemadónak részleges életbeléptetéséről
- 1916. évi XXVII. törvénycikk A bélyeg- és illetékekre vonatkozó törvények és szabályok némely rendelkezésének módosításáról
- 1916. évi XXVIII. törvénycikk A vámvonalon át behozott dohány és dohánygyártmányok után fizetendő engedélyilleték megváltoztatásáról
- 1916. évi XXIX. törvénycikk A hadi nyereségadóról
- 1916. évi XXX. törvénycikk  A vármegyei választott tisztviselők megbizatásának újabb meghosszabbításáról
- 1916. évi XXXI. törvénycikk  A Budapest székesfőváros által kötvények kibocsátása útján felveendő kölcsönökről
- 1916. évi XXXII. törvénycikk A vagyonadóról
- 1916. évi XXXIII. törvénycikk Az 1916. évre kivetett III. osztályú kereseti adó érvényének fenntartásáról
- 1916. évi XXXIV. törvénycikk A nyilvános számadásra kötelezett vállalatok kereseti adójáról szóló 1909. évi VIII. törvénycikk életbeléptetése tárgyában
- 1916. évi XXXV. törvénycikk A naszódvidéki helyi érdekű vasút részvénytársaság vasútvonalaira egységes engedélyokirat kiadása tárgyában
- 1916. évi XXXVI. törvénycikk A Rábaszabályozó Társulat vízrendezési munkálatainak befejezéséről és pénzügyi viszonyainak rendezéséről szóló 1904:XXXIX. tc. módosítása tárgyában
- 1916. évi XXXVII. törvénycikk A fiumei m. kir. állami rendőrségről
- 1916. évi XXXVIII. törvénycikk A Budapest székesfővárosi m. kir. államrendőrség hatáskörének Csepel község területére való kiterjesztéséről
- 1916. évi XXXIX. törvénycikk Hadi jótékonysági célokra kivethető vármegyei pótadóról
- 1916. évi XL. törvénycikk Az 1916/17. költségvetési év első hat hónapjában viselendő közterhekről és fedezendő állami kiadásokról szóló 1916. évi XXII. tc. hatályának az 1916/17. költségvetési év végéig való kiterjesztése tárgyában
- 1916. évi XLI. törvénycikk A külkereskedelmi és külforgalmi viszonyok ideiglenes rendezéséről szóló 1916. évi II. törvénycikk rendelkezéseinek az 1917. évre való kiterjesztéséről